# Ato Plodzicki-Faoagali
Tupuola Seua’i Ato Leau Plodzicki-Faoagali (ur. 18 lutego 1999 w Sydney) – samoański bokser polskiego pochodzenia, olimpijczyk z Tokio 2021 i z Paryża 2024, mistrz Igrzysk Pacyfiku i wicemistrz Igrzysk Wspólnoty Narodów.

## Udział w zawodach międzynarodowych
| Impreza                    | Rok  | Gospodarz  | Wynik  | Wynik       | Wynik |
| Impreza                    | Rok  | Gospodarz  | Waga   | Miejsce     |       |
| -------------------------- | ---- | ---------- | ------ | ----------- | ----- |
| Igrzyska olimpijskie       | 2021 | Tokio      | -91 kg | 1/16 finału |       |
| Igrzyska olimpijskie       | 2024 | Paryż      | -92 kg | 1/16 finału |       |
| Igrzyska Pacyfiku          | 2019 | Apia       | -81 kg | złoto       |       |
| Igrzyska Pacyfiku          | 2023 | Honiara    | -92 kg | złoto       |       |
| Igrzyska Wspólnoty Narodów | 2018 | Gold Coast | -81 kg | srebro      |       |
| Igrzyska Wspólnoty Narodów | 2022 | Birmingham | -92 kg | srebro      |       |

## Życie prywatne
Syn Samoańczyka Stevena Faoagali i Polki Moniki Plodzickiej-Faoagali (z Polski do Australii wyemigrowali oboje jej rodzice). Początkowo trenował rugby union i rugby league, jednak za namową ojca wybrał boks. Na Samoa mieszkał w Siumu i Tuanaʻi. Obecnie mieszka w Sydney, w Australii.
Interesuje się polską kulturą. Na prawej piersi ma wytatuowane godło Polski. Podczas niektórych walk występuje z flagami samoańską i polską na stroju.